# Tähtitorninvuori
Tähtitorninvuori, informeel ook wel Tähtitorninmäki genoemd, is een rotsachtige heuvel van ongeveer 30 meter hoog in Ullanlinna, een zuidelijk stadsdeel van Helsinki, Finland. De heuvel is grotendeels een park, maar er bevinden zich ook enkele openbare gebouwen waaronder het Universiteitsobservatorium van Helsinki, ontworpen door de Pruisisch-Finse architect Carl Ludvig Engel. Ten noorden van de heuvel staat de Duitse Kerk.
De heuvel dankt zijn naam aan de observatietorens van de sterrenwacht. Tegenwoordig functioneert het observatorium als een openbaar centrum voor astronomie. Het wordt niet langer gebruikt voor onderzoeksdoeleinden: door de lichtvervuiling veroorzaakt door de stad kunnen er geen astronomische waarnemingen meer worden gedaan.
Robert Stigells sculptuur Haaksirikkoiset (Fins voor 'De schipbreukeling') uit 1897 bevindt zich aan de zuidrand van het park, op een plateau boven een hoge klif. In dezelfde omgeving bevindt zich tevens het door Nils Haukelundin en Rafael Wardin ontworpen gedenkteken Apua anovat kädet (Fins voor 'Handen die om hulp smeken') uit 2000, ter nagedachtenis aan de acht Joodse vluchtelingen die tijdens de Tweede Wereldoorlog zijn overgedragen aan Nazi-Duitsland. Zeven van hen kwamen om in Auschwitz en de achtste overleed in 1992 in Israël.

## Galerij

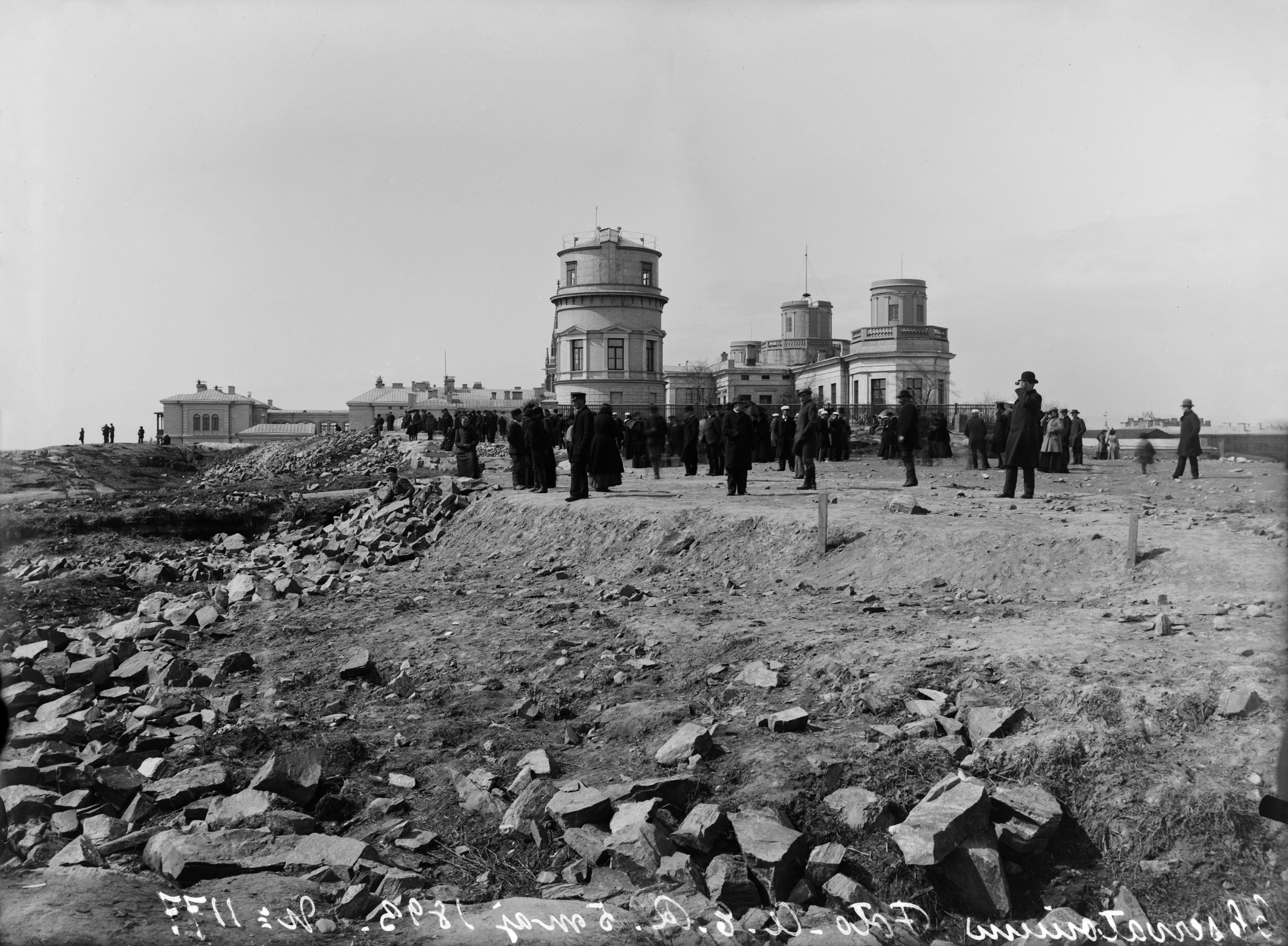
Het observatorium in 1893
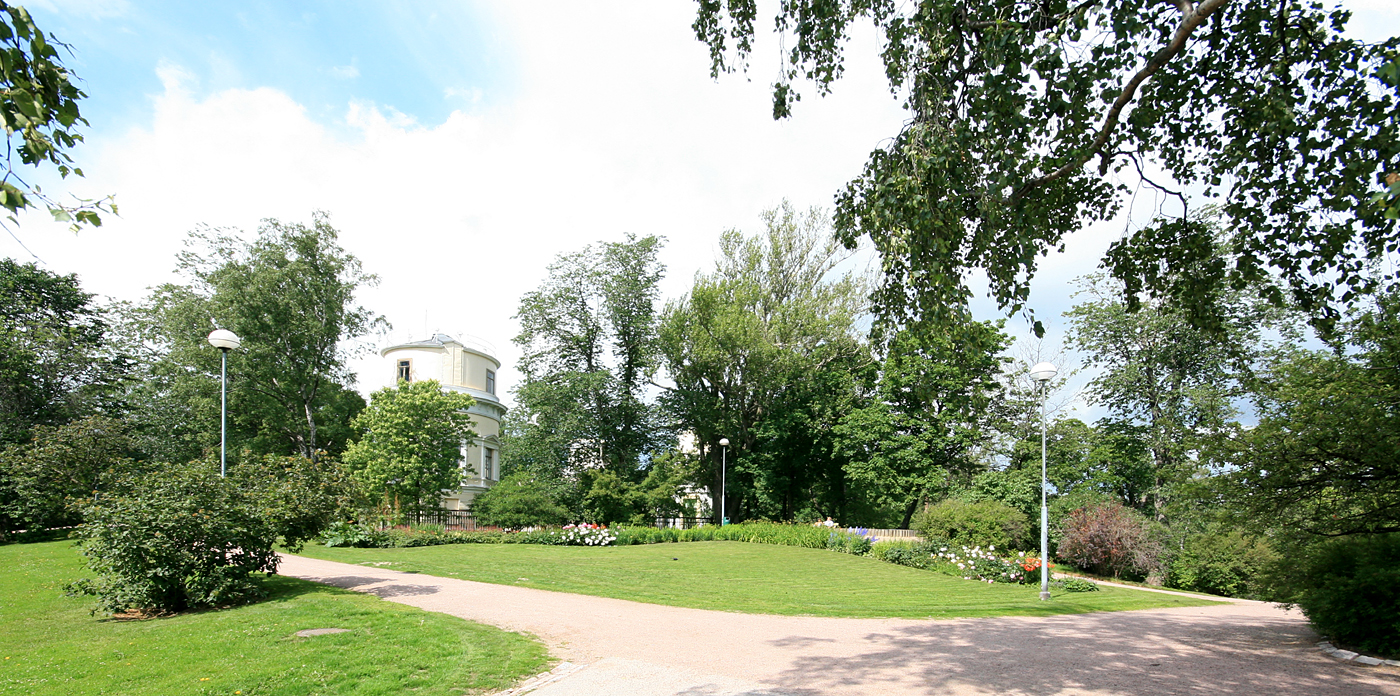
Het park
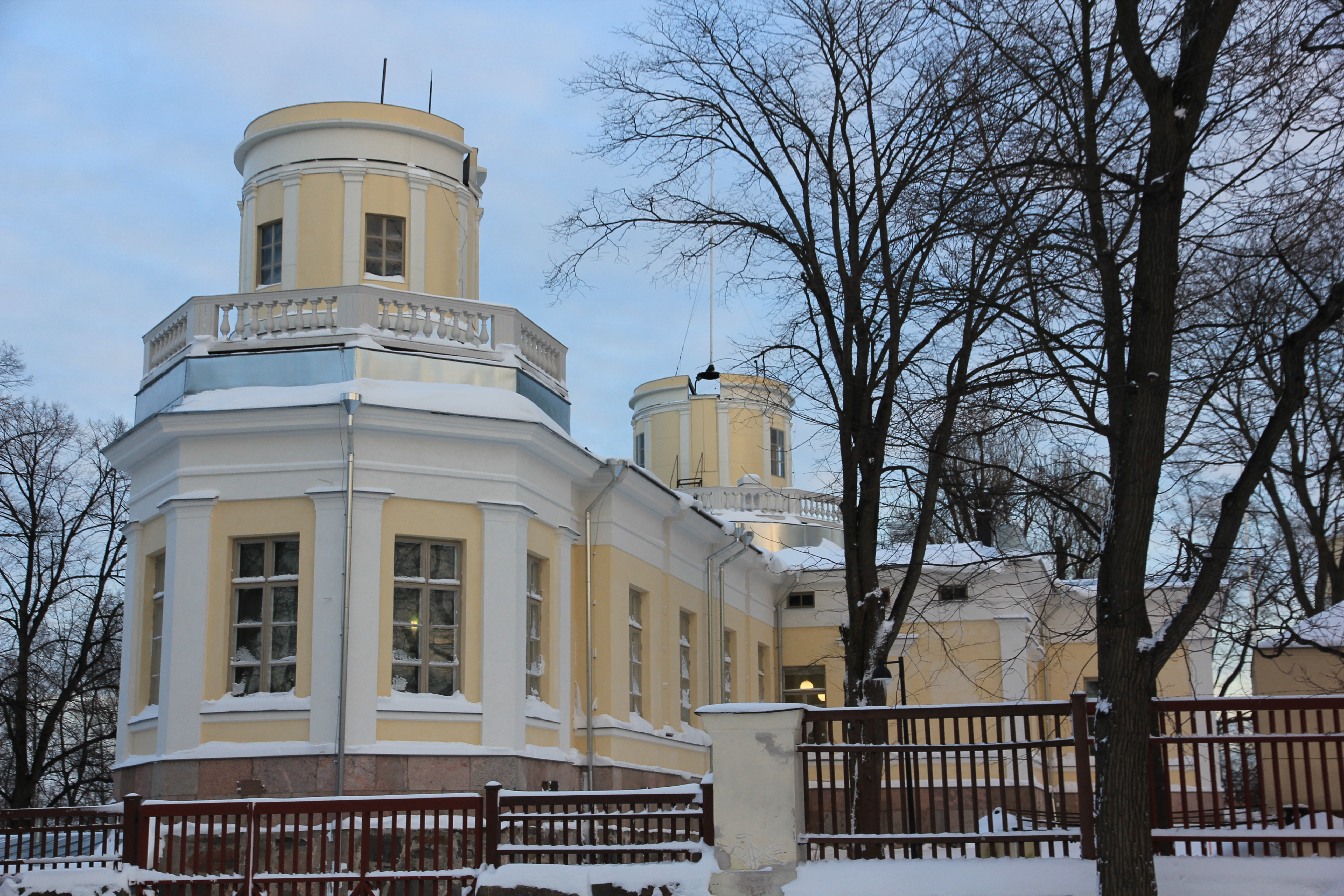
Het observatorium van Helsinki
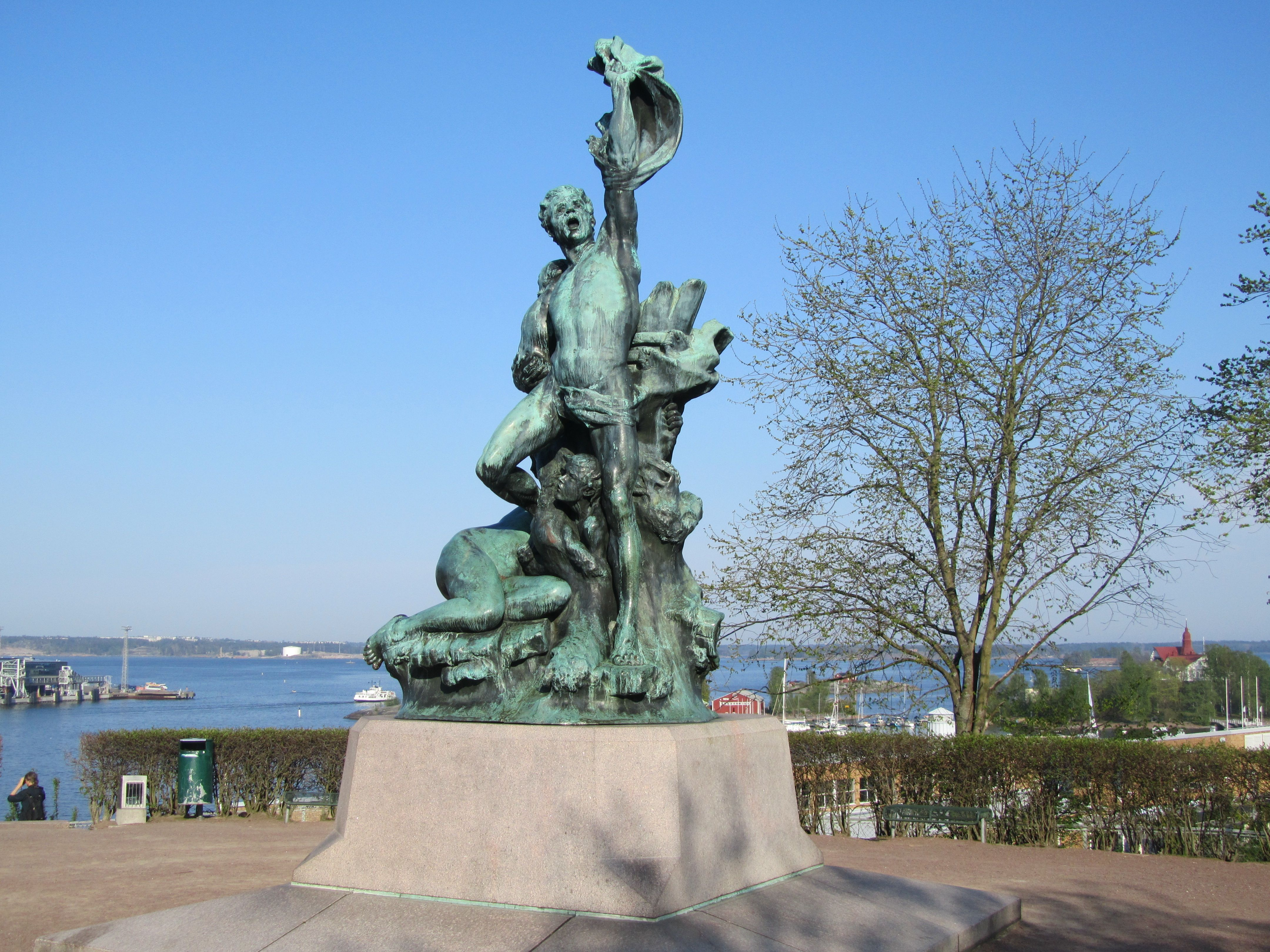
Haaksirikkoiset door beeldhouwer Robert Stigell